# Arenzano
Arenzano (ligur nyelven Rensén, Arensén, Aensén vagy Insén) egy körülbelül 11500 lakost számláló tengerparti kisváros Olaszországban.

## Fekvése, környezete
Arenzano a nyugat-ligúriai tengerparton fekszik. Aki keleti irányból közelíti meg a várost, Genovát elhagyva először ezzel a településsel találkozik. Területe 24,6 négyzetkilométer, melynek kétharmada gyakorlatilag hegyoldal. A legmagasabb hegy, a Reixa 1183 méter magas. Arenzano a ligúr tengerpart azon pontján található, ahol az Appenninek leginkább megközelítik a tengert (mintegy 5 kilométerre). E morfológiai viszonyoknak köszönhetően az alpesi jellegű magaslatokról lélegzetelállító kilátás nyílik a tengerre.
A hegyek és a tengerpart sajátos kontrasztja az egyik legfőbb jellegzetessége a városnak. A hegyoldalakat mediterrán bozót és fenyőerdők borítják. A közeli Appenninek jó védelmet nyújtanak a hideg északi szelek ellen és így Arenzano klímája kellemesen földközi-tengeri. A téli középhőmérséklet 10 Celsiusok nyáron pedig, amikor a tenger felőli szellők hűsítik a forróságot, a középhőmérséklet 24 Celsiusok.
Arenzano belterületének egy része a Beigua Nemzeti Parkhoz tartozik, mely a Tirrén-Pó vízválasztón terül el. Ez a legnagyobb természetvédelmi terület a régióban. A vízfelületet tekintve Arenzano része annak a bálnák védelmére kijelölt területnek, melynek egyik határvonala a ligúr tengerpart és Korzika északi csücskéig terjed.
A vasútvonalnak és autópályának köszönhetően Arenzanónak jó az összeköttetése Észak-Olaszország legfontosabb közlekedési csomópontjaival. Ez a város a nyugat-ligúriai riviéra Milánóhoz legközelebb eső települése. A tengerpart mellett kígyózik az Aurelia nevű közút, melynek alapjai még a Római Birodalom idejében épültek. Az út Rómát és a franciaországi Arles-t kötötte össze, Napóleon idejében, a francia megszállás alatt kocsik számára is járhatóvá tették.

## A városról
A múltban Arenzano egyszerű halászfalu volt, majd fokozatosan üdülőhellyé alakult át. A 20. század elején a tengerparti sétány mellett épült Grand Hotel megnyitása volt a végső ecsetvonás az új városkép kialakításán. Ekkorra már a luxus és az exkluzivitás voltak Arenzano legfontosabb jellemzői, számtalan villával, előkelő rezidenciával büszkélkedett a város, például a Villa Figoli, vagy a csodálatos parkkal körülvett Villa Negrotto Cambiaso.
A város által kínált magas színvonalú életminőségnek köszönhetően az elmúlt évtizedek során Arenzanót sokan választották lakóhelyükül, Genovából is jelentős számban költöztek át ide. Ennek eredményeként a ligúriai régióban általánosan tapasztalható népességfogyással ellentétben Arenzano azon kevés települések egyike, ahol a népmozgalmi trend pozitív.
Arenzano legfontosabb eseménye a "Mare e Monti" ("Tenger és Hegy") nevű gyalogtúra. E kétnapos sportrendezvényre, mely az egész világból vonz érdeklődőket, minden évben szeptember második hétvégéjén kerül sor.

## Testvérvárosai
- Calasetta (Szardínia, Olaszország)
- Domburg (Hollandia)
- El Jadida (Marokkó)
- Loutraki (Görögország)
- Pontoise (Franciaország)
- Tata (Magyarország) (1994 óta)

## Külső hivatkozások
- Arenzano Tata város honlapján